# Salmothymus obtusirostris
Salmothymus obtusirostris é uma espécie de peixe da família Salmonidae.
Pode ser encontrada nos seguintes países: Bósnia e Herzegovina, Croácia e Sérvia e Montenegro.
Os seus habitats naturais são: rios.
Está ameaçada por perda de habitat.